# Daniel Blanc (Saxophonist)
Daniel Blanc (* 5. Februar 1959) ist ein Schweizer Musiker des Mainstream Jazz und spielt Altsaxophon, Flöte und Klarinette.
Blanc studierte bei Christian Baader und Andy Scherrer an der Swiss Jazz School in Bern, wo er 1986 abschloss.  Er leitete sein eigenes Quartett, mit dem Alben wie Blue Blanc (2007) oder Bouncin’ (2012) entstanden, gehörte aber auch zu den Gruppen von Joe Haider, Brigitte Dietrich, David Regan und Walter Jauslin. Weiterhin arbeitete er mit Musikern wie Clark Terry, Bobby Durham, Warren Vaché, Dado Moroni, Alvin Queen, Glenn Ferris, Jiggs Whigham, Sandy Patton, Dusko Goykovich, Bert Joris, Scott Robinson, Reggie Johnson, Matthieu Michel, Umberto Arlati, Jean Toussaint, aber auch dem Zurich Jazz Orchestra. Er war auf Tourneen in Europa, dem Nahen Osten und Thailand. Er ist auch auf Alben von der DRS-Bigband, Thomas Moeckel, Andy Lüscher, Lars Lindvall und dem Swiss Swing Orchestra zu hören. Tom Lord hat 23 Aufnahmen zwischen 1983 und 2017 verzeichnet.
Blanc ist Dozent an der Musikhochschule Basel. Er unterrichtet auch an der Jazzschule Basel und der Musikschule Willisau.